# فهمي ناجي الإمام
الشيخ فهمي ناجي الإمام (ولد سنة 1928) هو رجل دين إسلامي أسترالي، لبناني المولد. شغل منصب مفتي أستراليا في الفترة من يونيو 2007 إلى سبتمبر 2011.
هاجر الإمام من لبنان إلى أستراليا سنة 1951. وفي 10 يونيو 2007، انتُخب مفتيًا لأستراليا خلفًا للشيخ تاج الدين الهلالي. وقد خلفه في 18 سبتمبر 2011 الدكتور إبراهيم أبو محمد، وهو من أصول مصرية.
شكك الإمام في مسؤولية أسامة بن لادن عن هجمات 11 سبتمبر. وكان إمام جامع بريستون [الإنجليزية] في ملبورن.

## الوفاة
توفي الشيخ فهمي صباح يوم السبت الثاني والعشرين من شهر ذي الحجة عام 1437هـ – الموافق 24 سبتمبر عام 2016م عن عمر ناهز الثامنة والثمانين عاما، قضى أكثرها في الإمامة بجامع عمر بن الخطاب في بريستون ناصحا وخادما للجالية الإسلامية. كان الشيخ فهمي مثالا للبذل والتضحية وخدمة الناس. وعرف عنه حكمته ودعوته للحوار والتقارب بين مختلف الأديان والثقافات.